# Итон, Дэвид
Дэвид Итон (2 июля 1949, Кливленд, Огайо, США) — американский композитор и дирижёр, работающий музыкальным директором в Нью-Йорк Сити Симфони с 1985 года. Он также является активным композитором и аранжировщиком, с 45 оригинальными музыкальными композициями и более 600 аранжировками и оригинальными песнями в активе. Он появляется в качестве приглашенного дирижера на оркестрах Азии, Канады, Израиля, Европы. Центральной и Южной Америки, России, Украины и ООН. Его композиции и аранжировки исполнялись в Карнеги-холле, Линкольн-центре, ООН и на оркестрах США, Азии, Израиля, Южной Америки and Europe. Он также дирижировал в историческом оркестре Голдмена с 1998 по 2000 гг. на концертах Нью-Йорка, включая выступления в Линкольн-центре, Кони-Айленде и Нью-Йоркском ботаническом саду.

## Музыкальное прошлое
Итон начал брать уроки музыки в возрасте 10 лет и учился в музыкальной школе Кливленда, в Университете штата Огайо и в Тэнглвудском музыкальном институте города. Он брал мастер-класс у Сэйдзи Одзавы, Роджера Норрингтона, Густава Майера и Гюнтер Хербига. Он написал свою первую симфонию в возрасте 19 лет и вот уже на протяжении более чем сорока лет является активным композитором и аранжировщиком. Будучи студентом, он писал, сочинял и исполнял для штата Огайо.
В 1974 году он стал членом Движения Объединения, которое сильно воздействовало на его мастерство как художника и композитора. После двух лет миссионерской деятельности вне церкви он присоединился к отделению театрального искусства, которое предоставило ему экстенсивные возможности для выступления в Нью-Йорке, Лос-Анджелесе, Бостоне и за рубежом. В 1976 году он стал членом Нью-Йорк Сити Симфони и активным внештатным аранжировщиком, дирижером и режиссёром звукозаписи в Нью-Йорке за более чем три десятилетия.

## Профессиональная карьера дирижера
Итон начал свою профессиональную дирижерскую карьеру в Нью-Йорке в 1977 году, дирижируя в камерном оркестре Нью-Йорк Сити Симфони в серии концертов в Манхэттене, а затем руководил этим оркестром с того самого времени в большом количестве нью-йоркских концертов, так же как и в гастролях по США.
В 1985 году он был назначен на должность музыкального директора Нью-Йорк Сити Симфони.
В дополнение к управлению Нью-Йорк сити симфони его встречали бурными аплодисментами в Линкольн центре , а также Итон руководил камерным оркестром и оркестром медных духовых инструментов в большом количестве концертов в Эйвери Фишер-холле, в Манхэттен-центре, Концертном зале Меркина, Harlem’s театре «Аполло», в ООН, и в Метрополитен-музее.
Он также дирижировал в оркестре Голдмена, и руководил этим оркестром на его летних в сериях концертов в Нью-Йорке с 1998 по 2000 годы, включая концерты в Линкольн_центре, Бруклин. и Кони-Айленде.
После своего дебюта в Карнеги-холле в 1989 году Daily News (New York) написала хвалебную статью о Нью-Йорк сити симфони как «одном из самых лучших оркестров Америки». Он затем появлялся ещё по четырём случаям в Карнеги-холле, включая его празднование столетия.
В 1997 году он руководил камерным оркестром Нью-Йорк Сити Симфони в ООН, во время празднования ооновского 50-летия со дня включения в свой состав неправительственных организаций. Затем позже последовали ещё два случая выступления камерного оркестра под его руководством в ООН.
В 1988 году он руководил Нью-Йорк Сити Симфони во время первого его мирового турне. Гастроли включали в себя четыре концерта в Японии и семь выступлений во время Олимпийского фестиваля искусства в Сеуле, Корея. Выступление оркестра в Сеульском арт-центре было первым западным выступлением в этом зале.
В том же году Итон и Нью-Йорк Сити Симфони представили публике Нью-Йорка музыку призёра премии Оскар композитора Тань Дуня. Концерт, проходивший в Эйвери Фишер-холле Линкольн-центра, исполнил четыре работы Тань Дуня, включая мировую премьеру Скрипичного концерта и Третью симфонию.
Итона пригласили дирижировать в L’Orchestra Symphonique Français в 1989 году и это был его европейский дебют, во время летнего музыкального фестиваля во Франции. В 1990 и 1991 году он выступил на двух концертах в качестве приглашенного дирижера в Париже.
Итон выступили в качестве приглашенного дирижера на украинском национальном симфоническом оркестре, в программу которого входила музыка американских композиторов в Киеве на Международном фестивале музыки в Киеве. Концерт вещали по Национальному телевидению Украины и по радио. Позже его пригласили дирижировать произведения одного Моцарта на симфонический оркестр в Москве в Большом Зале Московской консерватории в рамках Международного фестиваля по случаю столетия Моцарта в Москве.
Он выступал в качестве приглашенного дирижера также на концертах с членами Симфонического оркестра Атланты, Королевского филармонического оркестра Великобритании, камерной симфонии Лос-Анджелеса, камерного оркестра Лес Амис из Торонто, в доме искусств, симфонического оркестра Тайбэя (Тайвань) и Orquestra Sinfonica Nacional de Гватемала, симфонического оркестра Ю Су (Korea), Нерационального симфонического оркестра в Асунсьоне, Парагвай, оркестра Голдмена и Линкольн Центра, Метрополитен репертори-балета и Карнеги-холла.
В 2007 году он вернулся в Корею для дирижирования во Флорентийской камерате на Всемирном фестивале культуры и спорта.
Он дирижировал для филармонического оркестра Белграда, Сербия во время мировой премьеры концерта «Халелу — Песни Давида» в мае 2007 года, во время совместной работы с израильским вокалом и композитором Дэвидом Дьором. В 2007 году он дирижировал для Филармонического оркестра Болгарии во второй раз исполняя Халелу.
В ноябре 2007 года он выступал в качестве дирижера-аранжировщика в «Концерте трех сопрано мира» в Асунсьоне, Парагвай.

## Музыка во имя мира
Приверженный защитник мира и межрелигиозного примирения, Итон совершал поездки в Ближний Восток большое число раз с 2003 года для того чтобы ставить концерты и конференции в партнерстве с MEPI (Middle East peace Initiative) — Ближневосточными мирными инициативами. Он также пишет журналистские статьи и выступает с речами по продвижению идеи применения искусства и музыки в создании атмосферы, способствующей межкультурной и межрелигиозной гармонии.
Именно на Мирном концерте от MEPI в Иерусалиме в 2004 году он впервые встретил известного израильского певца-композитора Дэвида Дьора, что привело к дальнейшему созданию Кантаты мира Халелу — Песни Давида
Его профессиональные отношения с японской сопрано и товарищем по Движению Объединения Сейко Ли всплывали во множестве концертов, музыкальных аранжировок и звукозаписей, защищающих идеалы мира и примирения. Оба являются членами-учредителями Ассоциации художников за мир во всем мире, организации, которая поощряет художников использовать свои творческие способности в самом человечном и альтруистичном образе. Итон также проводит миротворческие концерты и конференции в Азии, Южной Америке и Европе.
В дополнение он является учредителем Фонда музыки мира, неправительственной организации, финансирующей международный конкурс сочинения песен мира и различных миротворческих культурных программ. Он выпустил диск Мир в наших руках, в который входят песни пяти призёров песенного конкурса 2005 года, а также международных исполнителей, представляющих Южную Америку, Израиль и США.
В 2007 году он получил почетную докторскую степень от Universidad Metropolitana de Asunción (Парагвай) в знак признания его усилий по продвижению мира через искусство и музыку.
В 2021 году он выступил на Европейском заседании по культуре в рамках Международной Ассоциации работников искусства и культуры за мир.

## Композиции и аранжировки
В дополнение к дирижерской карьере Итон является плодовитым композитором, аранжировщиком и написал40 оригинальных композиций и более 600 оригинальных песен и аранжировок. В 1986 году он был ведущим дирижером для труппы Юниверсал-балет и его произведения Сим Чхон (музыка Кевина Пикарда), которое выиграло премию за лучшее исполнение на Олимпийском фестивале искусства в Сеуле.
Две из его композиций, Фантазия для скрипки, виолончели, фортепиано и струнных (1990) и Три миниатюры для камерного оркестра (1991), были исполнены в Карнеги-холле под его руководством. Его работа для симфонического оркестра Melavations (2000) дебютировал в исполнении оркестра Голдмена в Линкольн-центре в рамках летнего сезона концертов 2000 года. Другая недавняя композиция Утренняя свежесть для сопрано и камерного оркестра (2001) дебютировала в ООН в рамках Международной ассамблеи за мир во всем мире.
Его партитуры для оркестра еврейских народных песен Сюита Альхамбра были заказаны для Второй ассамблеи мировых религий в 1985 году. Сюита недавно получила два заказа для исполнения Еврейской симфонией Лос Анджелеса в 2004 и 2005 годах, за которым последовали выступления на Фестивале еврейской музыки в Питтсбурге в 2005 году.
В память трагедии 11 сентября 2001 года на её первой годовщине он получил заказ написать музыку для конференции Межрелигиозной и межнациональной федерации за мир во всем мире в Нью-Йорке в сентябре 2002 года. Родившаяся впоследствии музыка Надежда всех эпох охватила рассказы мировых лидеров в сфере религии, дипломатии и прав человека. Композиция получила заказ на исполнение в Линкольн-центре в Нью-Йорке в сентябре 2005 года на церемонии открытия Федерации за всеобщий мир.
В 2008 году отрывки кантаты Халелу ставили балет дважды — в Юропиэн Дэнс энд Арт в городе Зальцбург, Австрия в Кипарисе(Хореография Лин Вильтшира, художественный руководитель и доцент Университета Техаса, балет Зальцбурга) и в танцевальном ансамбле Кашет Чейм из Лос-Анджелеса. Его аранжировка для израильского вокала Дэвида Дьора была исполнена Г-ном Дьором и Филармоническим оркестром Израиля в июне 2010 года в Кесарии, Израиль.
Он дирижировал для членов Королевского филармонического оркестра, исполняющих отрывок из его Надежды всех эпох на Глобального фестиваля мира в Лондоне в 2008 году. Другая недавняя композиция «Совмещения: сюита для электро-альта и оркестра», которую потребовал от него исполнить Александр Мишнаевский, главный скрипач Симфонического оркестра Детройта. Две части сюиты были исполнены Симфоническим оркестром Детройта в марте 2011 года, а премьера полной сюиты = в сентябре 2011 года на Фестивале Баха в Лексингтоне, Майами. Другое новое произведение Развлечения для троих для двух скрипок и фортепиано дебютировало в сентябре 2011 года в Нью-Йорке.
Будучи аранжировщиком, дирижером и автором произведений в одном лице, он работал со многими артистами, включая Дженнифер Холидей, Филипа Майкла Томаса и Пола Энтони Сорвино. В звукозаписывающей студии он сочинил большое количество файлов с цифровым интерфейсом музыкальных инструментов, а также с помощью обычной инструментовки. С 1991 по 1995 он работал в качестве издательского продюсера и аранжировщика в Манхэттен-центре в Нью-Йорке, аранжируя и сочиняя сотни песен для разных артистов, таких как Коламбия/Сони джазового артиста Ричарда Бона.

## Недавние композиции
- «Три сердца Бога» балет (1983/доработан 2006)
- Инструментальная партитура для струнного квартета и пианино, Произведение 33 (1995/Доработан 2007)
- «Радость Кенни» для струнных и вокальных ударных, Пр. 34 (1998)
- «Melavations» для концертов, Пр.38 (2000)
- «Утренняя свежесть» для сопрано и камерного оркестра, Пр. 36 (2001)
- «Надежда всех эпох» для дикторов, струнных и арфы (2002)
- «Да будем жить в мире», гимн для Межрелигиозного Фестиваля спорта за мир (2003)
- «Халелу — Песни Давида», кантата мира, Пр.40 (2005)
- Палиндромы для оркестра, Пр. 41 (2009)
- «Le Pace L’esperanza» ария для тенора и оркестра (2009)
- «Совмещения: сюита для электроальта и оркестра» Пр.42 (2010)
- «Небесный порядок» ария для сопрано и оркестра, Пр. 43 (2011)
- «Святые песни» 15 гимнов-аранжировок для оркестра, Пр. 44 (2011)
- "Развлечения для троих " для двух альтов и фортепиано Пр. 45 (2011)